# Сербия и Черногория на Универсиадах
Сербия и Черногория принимала участие в летних Универсиадах 2003 и 2005 годов, а также в зимней Универсиаде 2005 года. До 2003 года спортсмены Сербии и Черногории выступали, начиная с первой летней Универсиады 1959 года, в команде Югославии; начиная с 2007 года выступают в отдельных командах Сербии и Черногории.
Спортсмены в команде Сербии и Черногории на всех Универсиадах завоевали в сумме 11 медалей, из них 3 золотые.

## Медальный зачёт

### Медали на летних Универсиадах
| Универсиады | Золото | Серебро | Бронза | Всего | Место |
| ----------- | ------ | ------- | ------ | ----- | ----- |
| 2003 Тэгу   | 1      | 1       | 1      | 3     | 25    |
| 2005 Измир  | 1      | 2       | 2      | 5     | 27    |
| Всего       | 2      | 3       | 3      | 8     |       |

### Медали на зимних Универсиадах
| Универсиады  | Золото | Серебро | Бронза | Всего | Место |
| ------------ | ------ | ------- | ------ | ----- | ----- |
| 2005 Инсбрук | 1      | 2       | 0      | 3     | 16    |
| Всего        | 1      | 2       | 0      | 3     |       |